# Širin Ebadi
Širin Ebadi (Ŝirin Ebādi  ; 21. lipnja 1947., Hamedan, Iran) iranska je odvjetnica, borac za ljudska prava i osnivačica Centra za obranu ljudskih prava u Iranu. 10. listopada 2003. Ebadi je nagrađena Nobelovom nagradom za mir za značajne i pionirske napore u borbi za ljudska prava, pogotovo prava žena, djece i izbjeglica. Prva je Iranka i prva muslimanka koja je dobila tu nagradu.
2009. godine, Ebadinu su nagradu navodno zaplijenile iranske vlasti, iako je kasnije iranska vlada to demantirala.

## Vanjske poveznice
- Širin Ebadi na web stranici Nobelove nagrade
- Autobiografija Širin Ebadi na web stranici Nobelove nagrade
- Nobelova nagrada - predavanje